# Anthephora elongata
Anthephora elongata là một loài thực vật có hoa trong họ Hòa thảo. Loài này được De Wild. mô tả khoa học đầu tiên năm 1902.